# Républicanisme en Suède
Le républicanisme en Suède est un mouvement visant à changer le statut actuel de la Suède d’une monarchie constitutionnelle en une république. Cette position est très minoritaire dans le pays.

## Histoire
En février 1928, un député communiste dépose au Riksdag (parlement monocaméral suédois) un projet de loi pour l’abolition de la monarchie avec le passage à une République suédoise.
La popularité du système monarchique, après avoir diminué entre 1996 et 2010, est en hausse. De fait, les sondages réalisés ces dernières années montrent constamment une majorité de partisans de la monarchie suédoise, dont une partie estime néanmoins que le roi Charles XVI Gustave devrait abdiquer en faveur de sa fille Victoria,.

## Organisations
Fondée en 1997, l’Association républicaine suédoise (sv) (suédois : Republikanska föreningen) promeut l’abolition de la monarchie suédoise.